# ГЕС Yǐlǐhé III
ГЕС Yǐlǐhé III (以礼河三级水电站) — гідроелектростанція на півдні Китаю у провінції Юньнань. Знаходячись між ГЕС Yǐlǐhé II (17,5 МВт) та ГЕС Yǐlǐhé IV, входить до складу дериваційного каскаду, який використовує перепад висот між Дзинша (верхня течія Янцзи) та її правою притокою Ліхе.
У своїй середній течії Ліхе зближується Дзиншею трохи більш ніж на десяток кілометрів, перебуваючи при цьому на значно вищому рівні. Цей перепад вирішили використати для спорудження дериваційної схеми, три станції якої живляться водою, відібраною з Ліхе більш ніж за чотири десятки кілометрів вище від устя. Ресурс, відпрацьований ГЕС Yǐlǐhé II (перша на зазначеному вище короткому відтинку між долинами двох річок), потрапляє до балансувального резервуару станції ГЕС Yǐlǐhé III. Останній створений за допомогою земляної дамби висотою 6 метрів, довжиною 428 метрів та шириною по гребеню 4 метра і вміщує 190 тисяч м3, з яких до корисного об'єму відносяться 120 тис. м3 (коливання рівня поверхні між позначками 2016,7 та 2018 метрів НРМ). Резервуар не має власного водозбірного басейну та живиться виключно за рахунок води, деривованої через Yǐlǐhé II.
Зі сховища ресурс спрямовується далі в бік долини Цзинші через дериваційний тунель довжиною 2,7 км. У підсумку вода надходить машинного залу, обладнаного чотирма турбінами типу Пелтон потужністю по 36 МВт, які працюють при напорі у 589 метрів та забезпечують виробництво 716 млн кВт-год електроенергії на рік.
Відпрацьована вода потрапляє у балансувальний резервуар станції ГЕС Yǐlǐhé IV.